# Estación Iyotomita

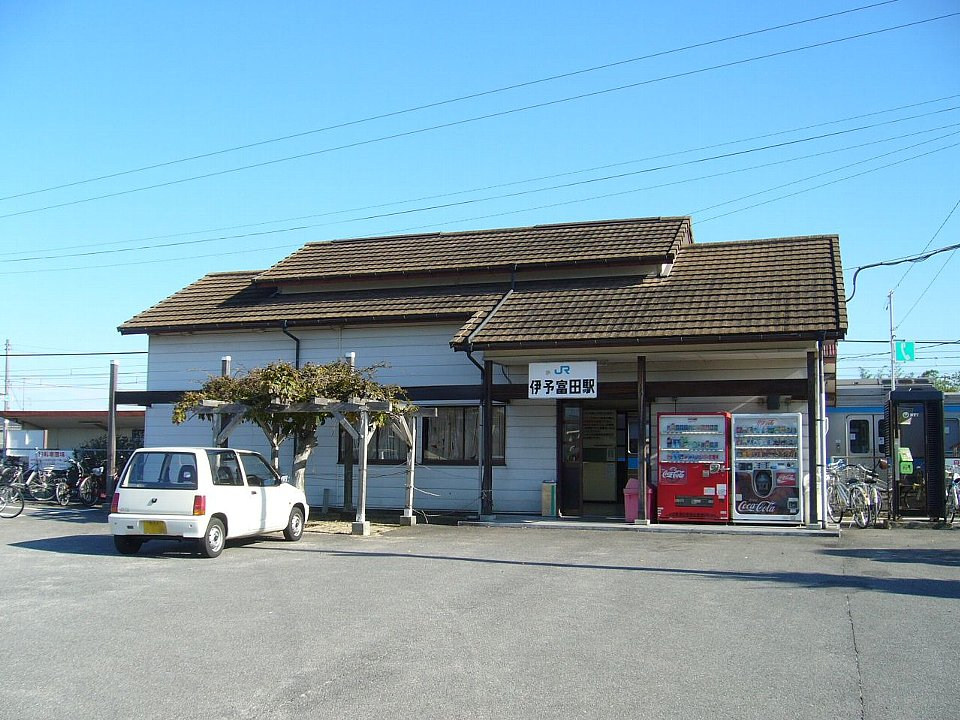
Estación Iyotomita, Imabari

La estación Iyotomita (伊予富田駅 Iyotomita-eki?) es una estación de la línea Yosan de la Japan Railways que se encuentra en la ciudad de Imabari de la prefectura de Ehime. El código de estación es el "Y39".

## Estación de pasajeros
Cuenta con dos plataformas, entre las cuales se encuentran las vías. Cada plataforma cuenta con un andén (andenes 1 y 2). El andén 2 es el principal y, sólo para permitir el sobrepaso a los servicios rápidos se utiliza el andén 1.
La venta de pasajes está terciarizada, actualmente está a cargo de un local comercial.

### Andenes
| 1 | ● Línea Yosan | Hacia Nyūgawa, Saijo, Niihama, Iyomishima, Kawanoe y Kanonji (sólo para permitir el sobrepaso a los servicios rápidos) |
| 1 | ● Línea Yosan | Hacia Imabari, Hōjō y Matsuyama (sólo para permitir el sobrepaso a los servicios rápidos)                              |
| 2 | ● Línea Yosan | Hacia Nyūgawa, Saijō, Niihama, Iyomishima, Kawanoe y Kanonji (los servicios rápidos no se detienen)                    |
| 2 | ● Línea Yosan | Hacia Imabari, Hōjō y Matsuyama (los servicios rápidos no se detienen)                                                 |

## Alrededores de la estación
- Ruta nacional 196
- Templo Senyū (仙遊寺 Senyū-ji?)

## Historia
- 1924: el 11 de febrero se inaugura la estación Iyotomita.
- 1987: el 1° de abril pasa a ser una estación de la división Ferrocarriles de Pasajeros de Shikoku de la Japan Railways.

## Estación anterior y posterior
- Línea Yosan 
  - Estación Iyosakurai (Y38)  <<  Estación Iyotomita (Y39)  >>  Estación Imabari (Y40)